# Домиций Модест
Домиций Модест (на латински: Domitius Modestus) е политик на Римската империя през 4 век.

## Биография
Той е арабин. От 358 до 362 г. Модест e comes Orientis, през 362 и 363 г. е praefectus urbi на Константинопол и след това 369 – 377 г. преториански префект на Изтока. През 372 г. Модест е консул заедно с Флавий Аринтей.
По времето на император Валент от езичник той става арианин.
Споменаван е в 37 писма на Либаний.